# Foresta di Dartmoor

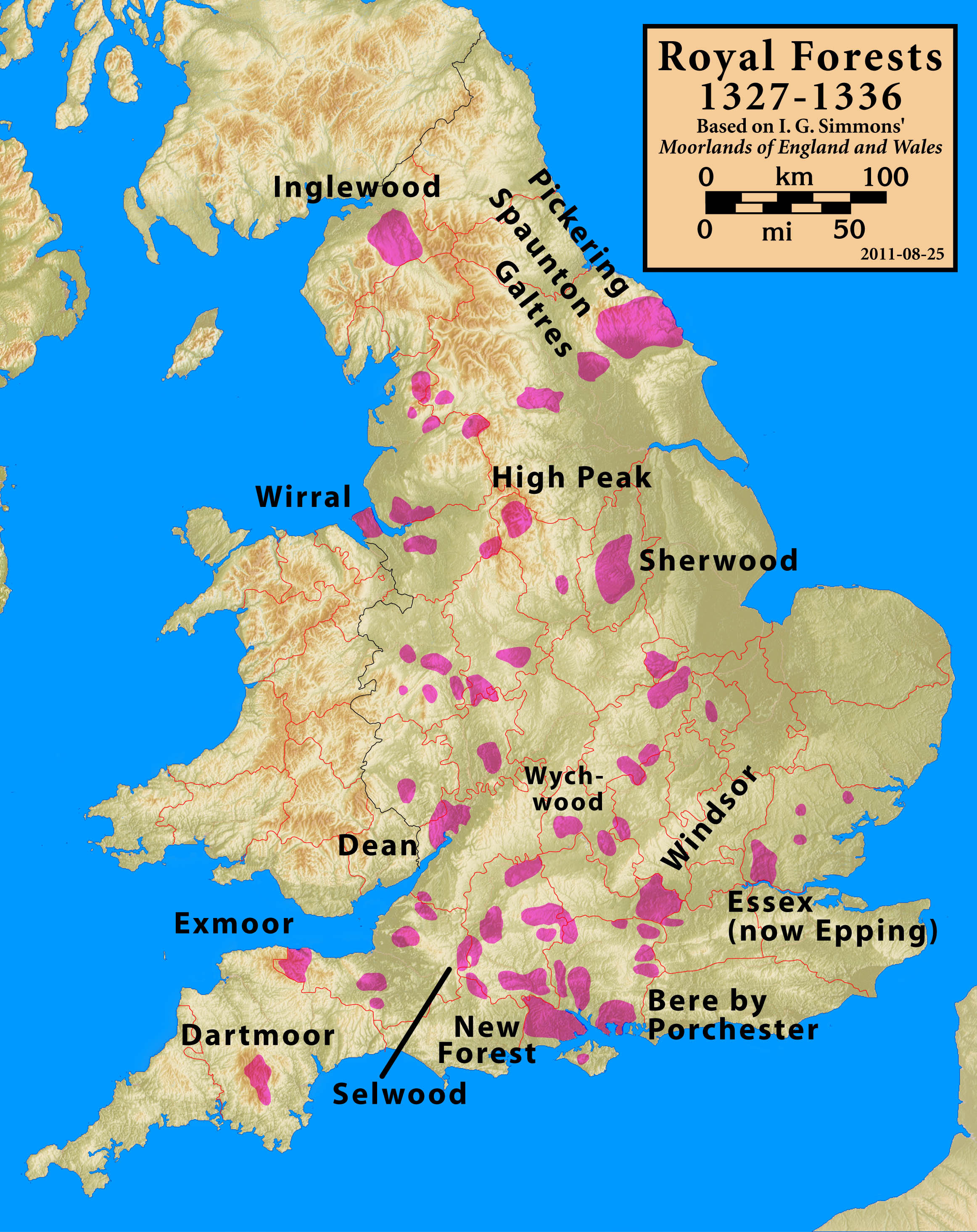
Mappa delle foreste reali inglesi tra il 1327 ed il 1336: quella di Dartmoor si trova in basso a sinistra, in Cornovaglia.

La foresta di Dartmoor è un'antica foresta reale che copre parte di Dartmoor, nel Devon, Inghilterra.

## Descrizione
Come foresta reale, essa svolse il ruolo di area riservata per la caccia del re, e Guglielmo il Conquistatore la acquisì già nell'XI secolo. Sino al 1204 l'intera foresta del Devon era di proprietà regia, ma fu in quell'anno che re Giovanni d'Inghilterra decise di frazionarla per la prima volta, disboscandola inoltre in molte sue parti.
Questa deforestazione venne confermata anche da re Enrico III nel 1217, e nel 1239 questi concesse la foresta di Darmoor (ed il maniero di Lydford) a suo fratello, Riccardo, conte di Cornovaglia. Da quella data tecnicamente non si può più parlare di foresta regia. In quello stesso periodo, con un documento datato 13 giugno 1240, il re inviò comunicazione allo sceriffo del Devon ed a dodici cavalieri della contea perché compissero una "perambulazione" ovvero un giro di ricognizione nella foresta al fine di registrarne correttamente i confini. Tale decisione venne presa dal momento che Riccardo era in disputa con quattro cavalieri che pure vantavano dei diritti su parti della foresta. Questa "perambulazione" (nota come "Perambulazione del 1240") ebbe luogo a partire dal 24 luglio 1240.
Il figlio di Riccardo, Edmund ereditò la foresta alla morte del padre, ma egli stesso morì nel 1300 senza eredi e la foresta tornò quindi di diritto alla Corona. Re Edoardo II garantì l'usufrutto della foresta al suo favorito, Piers Gaveston, nel 1308; alla decapitazione di Gaveston nel 1312, essa tornò nuovamente alla Corona. Nuovamente nel 1337 Edoardo III la concesse a Edoardo, il Principe Nero quando questi venne creato duca di Cornovaglia, ed attualmente la foresta è ancora parte del patrimonio del ducato di Cornovaglia.

## LePerambulazioni
Anche se il documento originale relativo alla "perambulazione del 1240" è andato perduto, ne esistono diverse copie al tempo contemporanee. Una trascrizione moderna dei siti citati è la seguente:
| Testo originario del 1240 (tra parentesi alcuni nomi alternativi)                                    | Nome moderno                                                | Note                                                 |
| --- | ----------------------------------------------------------- | ---------------------------------------------------- |
| …ad hogam de Cossdonne                                                                               | Cosdon                                                      | Una collina a nord di Dartmoor                       |
| et inde linealiter usque ad parvam hogam que vocatur parva Hundetorre,                               | Hound Tor                                                   |                                                      |
| et inde linealiter usque ad Thurlestone,                                                             | Watern Tor                                                  |                                                      |
| et inde linealiter usque ad Wotesbrokelakesfote que cadit in Tyng,                                   | Hew Lake Foot                                               |                                                      |
| et inde linealiter usque ad Heigheston (Hengheston)                                                  | The Longstone on Shovel Down                                | Una pietra dell'Età del Bronzo                       |
| et inde linealiter usque ad Langestone (Yessetone)                                                   | The Heath Stone                                             |                                                      |
| et inde linealiter usque per mediam turbariam de Alberysheved (Aberesheved)                          | La palude presso Metheral Brook                             |                                                      |
| et sic in longum Wallebroke                                                                          |                                                             | Sembrerebbe un errore dello scrivente                |
| et inde linealiter usque ad Furnum regis                                                             | King's Oven                                                 |                                                      |
| et inde linealiter usque ad Wallebrokeshede                                                          | La cima del Walla Brook                                     |                                                      |
| et sic in longum Wallebroke usque cadit in Dertam,                                                   | Lo Walla Brook e la sua confluenza col East Dart River      |                                                      |
| et sic per Dertam usque ad aliam Dertam,                                                             | Dartmeet                                                    |                                                      |
| et sic per aliam Dertam ascendendo usque Okebrokysfote,                                              | Verso West Dart River in direzione di O Brook               |                                                      |
| et sic ascendendo Okebroke usque ad la Dryeworke,                                                    | Up the O Brook to Dry Lake                                  | Una parte scoscesa                                   |
| et ita ascendendo usque ad la Dryfeld ford,                                                          | The Sandy Way                                               |                                                      |
| et sic inde linealiter usque ad Battyshull (Cattyshill, Gnattishull)                                 | Ryder's Hill                                                |                                                      |
| et inde linealiter usque ad caput de Wester Wellabroke                                               | La cima del Weston Wella Brook                              |                                                      |
| et sic per Wester Wellabroke usque cadit in Avenam,                                                  | Verso Weston Wella Brook alla sua confluenza col fiume Avon |                                                      |
| et inde linealiter usque ad Ester Whyteburghe                                                        | Eastern Whittabarrow                                        | Una grande cairn                                     |
| et inde linealiter usque ad la Redelake (Rodelake) que cadit in Erme                                 | La confluenza tra il Red Lake ed il fiume Erme              |                                                      |
| et inde linealiter usque ad Grymsgrove                                                               | La testa del fiume Erme                                     |                                                      |
| et inde linealiter usque ad Elysburghe                                                               | Eylesbarrow                                                 |                                                      |
| et sic linealiter usque at crucem Sywardi                                                            | Nun's Cross                                                 |                                                      |
| et inde usque ad Ysfother                                                                            | South Hessary Tor                                           |                                                      |
| et sic per aliam Ysfother                                                                            | North Hessary Tor                                           |                                                      |
| et inde per mediam Mystor (Mistmore)                                                                 | Great Mis Tor                                               |                                                      |
| usque ad Mewyburghe                                                                                  | White Barrow                                                |                                                      |
| et inde usque ad Lullingesfote (Hullingssete)                                                        | Limsboro Cairn                                              |                                                      |
| et inde usque ad Rakernesbrokysfote,                                                                 | La confluenza del Rattle Brook col fiume Tavy               |                                                      |
| et sic ad caput ejusdem aque                                                                         | Lungo il corso del Rattle Brook sino alla sua fonte         |                                                      |
| et deinde usque ad la Westsolle                                                                      | Stenga Tor                                                  |                                                      |
| et inde linealiter usque ad Ernestorre                                                               | High Willhays                                               | Alcune fonti riportano che tale punto sia lo Yes Tor |
| et inde linealiter usque at vadum proximum in orientali parte capelle Sancti Michaelis de Halgestoke | Halstock Chapel                                             |                                                      |
| et inde linealiter usque ad predictum hogam de Cossdonne in orientali parte                          | Si ritorna a Cosdon                                         |                                                      |

Probabilmente nel 1608 venne eseguita una nuova perambulazione nella foresta che portò alcuni cambiamenti ai confini della foresta ed aggiunse nuovi punti di confine a quelli già esistenti. Ad ogni modo i confini esatti della foresta rimasero in disputa sino a tutto il XIX secolo.